# Theres
Theres é um município da Alemanha, localizado no distrito de Haßberge, no estado de Baviera.